# نوربيرتو رافو
نوربيرتو رافو (بالإسبانية: Norberto Raffo)‏ هو لاعب كرة قدم ومدرب كرة قدم أرجنتيني في مركز الهجوم، ولد في 27 أبريل 1939 في أفيانيدا في الأرجنتين، وتوفي بنفس المكان في 16 ديسمبر 2008. شارك مع منتخب الأرجنتين لكرة القدم. أما مع النوادي، فقد لعب مع أتلتيكو أتلانتا وأمريكا دي كالي وإنديبندينتي وبانفيلد ونادي راسينغ ونادي لانوس وهواتشيباتو.

## وصلات خارجية
- نوربيرتو رافو على موقع الاتحاد الأوربي (الإنجليزية)
- نوربيرتو رافو على موقع قاعدة بيانات كرة القدم.إي يو (الإنجليزية)
- نوربيرتو رافو على موقع ناشيونال فوتبول تيمز (الإنجليزية)